# Canthydrus uniformis
Canthydrus uniformis is een keversoort uit de familie diksprietwaterkevers (Noteridae). De wetenschappelijke naam van de soort werd in 1921 gepubliceerd door Alois Zimmermann.